# Dale E. Kildee
Dale Edward Kildee (Flint, 16 settembre 1929 – Flint, 13 ottobre 2021) è stato un politico e insegnante statunitense, membro della Camera dei Rappresentanti per lo stato del Michigan dal 1977 al 2013.

## Biografia
Quarto di cinque figli, Kildee cominciò gli studi deciso a farsi ordinare sacerdote, ma in seguito cambiò idea e preferì frequentare l’università per diventare insegnante.
Dal 1954 al 1964 lavorò come docente di latino e nel 1965 sposò la collega Gayle Heyn, insegnante di francese, dalla quale ebbe tre figli.
Dal 1965 al 1974 fu membro della Camera dei Rappresentanti del Michigan e dal 1975 al 1976 occupò un seggio al Senato di stato.
L'anno seguente riuscì ad approdare al Congresso come deputato alla Camera. Fu sempre rieletto, nonostante avesse cambiato distretto due volte per via dei riapporzionamenti dopo i censimenti. Nel 2012 annunciò di non voler ricandidarsi e andò in pensione alla scadenza del mandato, dopo trentasei anni di servizio.
Kildee era un democratico moderato-centrista, con posizioni spesso discordi da quelle del suo partito, ad esempio in tema di aborto.